# Neokemp
Een neokemp is een type binnenschip, een moderne uitvoering van de klassieke kempenaar, ontworpen voor het vervoer van containers. Het eerste schip van dit type werd ontworpen en gebouwd door de Nederlandse werf Ravenstein, in Deest aan de Waal.
De benaming "Neo Kempenaar" is volgens het gerechtshof Arnhem waarschijnlijk voor het eerst in februari 1999 door een journalist van De Binnenvaartkrant gebezigd.
In januari 2000 liepen de eerste drie schepen van stapel. Er zijn negen schepen volgens het oorspronkelijk concept gebouwd. De meeste schepen kregen inmiddels nieuwe eigenaren en nieuwe namen.

## Kenmerken
- Het ver naar voren op het schip geplaatste stuurhuis, hetgeen bij binnenschepen geenszins algemeen gebruikelijk is. Er zitten camera's aan de achterkant van het schip. Door het stuurhuis op het voorschip te plaatsen, wordt de zichtlijn niet bepaald door de hoogte van de containers. Hierdoor wordt het zicht naar voren, wanneer men onder bruggen door moet varen, gunstiger. De eerste schepen werden gebouwd voor het traject Tilburg Rotterdam. De frequentie is jaarlijks 500 enkele reizen tussen Tilburg en Rotterdam. Voortgestuwd door twee motoren met roer-propellers die 360 graden kunnen draaien, en een boegschroef. Samen zorgt dit voor een uitstekende manoeuvreerbaarheid, waardoor plaatsen bereikbaar geworden zijn die dat vroeger niet waren.
- De relatief hoge opbouw van de machinekamer, de ramen van het stuurhuis en de terugwijkende bovenrand van de voorsteven.
- De navigatie wordt met behulp van gps, dieptemeters en sensoren in hoge mate gecomputeriseerd.
- Om de snelheid van het overslaan te bevorderen is een slagzijcompensatiesysteem geïnstalleerd. De eerste neokemps hadden een stabiliteitssysteem met een groot blok dat van boord naar boord reed. Het ladinggedeelte heeft een dubbele bodem en een dubbele huid. Hierin zijn de ballasttanks en de slagzijcompensatietanks aangebracht. De ballasttanks hebben een zodanige capaciteit dat gecompenseerd kan worden voor het verhogen van de kruiplijn bij het vervoeren van lege containers. Op trajecten waar de kruiplijn er niet toe doet, kunnen drie lagen containers worden vervoerd.
- De schepen zijn voorzien van een meetsysteem dat de gewichten van de afzonderlijke containers kan bepalen en het slagzijcompensatiesysteem kan besturen. Bovendien is een registratiesysteem van de vervoerde containers geïnstalleerd. Hierdoor kan men op internet als belanghebbende de positie van het schip en de status en positie van de containers volgen.

Een vergroting van de capaciteit van 32 naar 48 containers is een doorontwikkeling en in kwantitatief opzicht een sterke verbetering van het ontwerp. Op kenmerkende elementen wijkt het nieuwe ontwerp duidelijk van de neokemp af: de machinekamer is benedendeks terechtgekomen, de ramen van het stuurhuis bieden door de dunnere stijlen en de andere vlakverdeling een geheel andere aanblik en de opstaande rand van de voorsteven staat veel rechter dan bij de neokemp. Bovendien zijn de radarmasten geheel verschillend.

## Ontwerp
De gedachten achter het ontwerp waren van Ton van Meegen, telg uit een echte schippersfamilie, en Donald van der Horn van den Bos, jurist en financieel adviseur in de binnenvaart. De ontwikkeling tot product gebeurde samen met Ravestein Container Pontoon B.V., gevestigd te Dodewaard, die de eerste schepen van deze klasse bouwde. In een latere fase ontstond een geschil over het auteursrecht van het ontwerp voor een doorontwikkeld schip, met meer containers en een afwijkende romp. Het ontwerp van een binnenvaartschip, zeker als dit bestemd is voor een standaardhoeveelheid standaardobjecten, zoals vrachtcontainers bij uitstek zijn, is voor een groot deel functioneel bepaald. Daarnaast is er een veelheid aan overheidsvoorschriften, waaraan zulke schepen met het oog op een veilige bedrijfsvoering moeten voldoen. Het gaat daarbij om de totaalindruk, die gevormd wordt door een combinatie van vele details, die wellicht ieder apart niet, maar in hun gezamenlijkheid wel het eigen karakter van het ontwerp bepalen. Volgens het Gerechtshof Arnhem zijn en blijven de tekeningen en berekeningen voor het oorspronkelijke schip eigendom van de bouwer. Er zijn dusdanige verschillen tussen beide ontwerpen aan te wijzen, dat het relevante -deskundige- publiek ze volgens het hof ongetwijfeld uit elkaar zal weten te houden.

## Neokemps
| Bouwjaar | ENI-nummer | Scheepsnaam                                                | Casco werf                                     | Afbouw werf                   | Eigenaar                 | Plaats      |
| -------- | ---------- | ---------------------------------------------------------- | ---------------------------------------------- | ----------------------------- | ------------------------ | ----------- |
| 2000     | 02324497   | Frisian Hopper (Gebouwd als Leverkusen)                    | Ravenstein, Deest                              | Ravenstein, Deest             | Jorritsma Scheepvaart BV | Harlingen   |
| 2000     | 02324498   | Transporter (Gebouwd als Krefeld)                          | Ravenstein, Deest                              | Ravenstein, Deest             | ?                        | Zwijndrecht |
| 2000     | 02324554   | Havenbaron (Gebouwd als Emmerich)                          | Ravenstein, Deest                              | Ravenstein, Deest             | ?                        | Zwijndrecht |
| 2000     | 02324671   | Greenford (Gebouwd als Gemini)                             | Ravenstein, Deest                              | Ravenstein, Deest             | Webarge                  | ?           |
| 2001     | 02325058   | Dieze Hopper (Gebouwd als Gerlien)                         | Societatea Comerciala Navol, Oltenita Roemenië | De Gerlien - Van Tiem, Druten | ?                        | ?           |
| 2001     | 02325291   | Martie (Gebouwd als Sjors)                                 | Societatea Comerciala Navol, Oltenita Roemenië | De Gerlien - Van Tiem, Druten | A. Verschoor             | Hardinxveld |
| 2002     | 02325361   | Maxima (Gebouwd als HKH Prinses Maxima)                    | Societatea Comerciala Navol, Oltenita Roemenië | De Gerlien - Van Tiem, Druten | ?                        | Yerseke     |
| 2002     | 02325154   | Mironi (Gebouwd als ZKH Prins van Oranje Willem Alexander) | Societatea Comerciala Navol, Oltenita Roemenië | De Gerlien - Van Tiem, Druten | ?                        | Ohé en Laak |
| 2002     | 02325518   | Stitch Hopper (Gebouwd als Olivier)                        | Societatea Comerciala Navol, Oltenita Roemenië | De Gerlien - Van Tiem, Druten | ?                        | Zwijndrecht |